# 浦
浦（）とは、湖岸・海岸の地形の1つ。

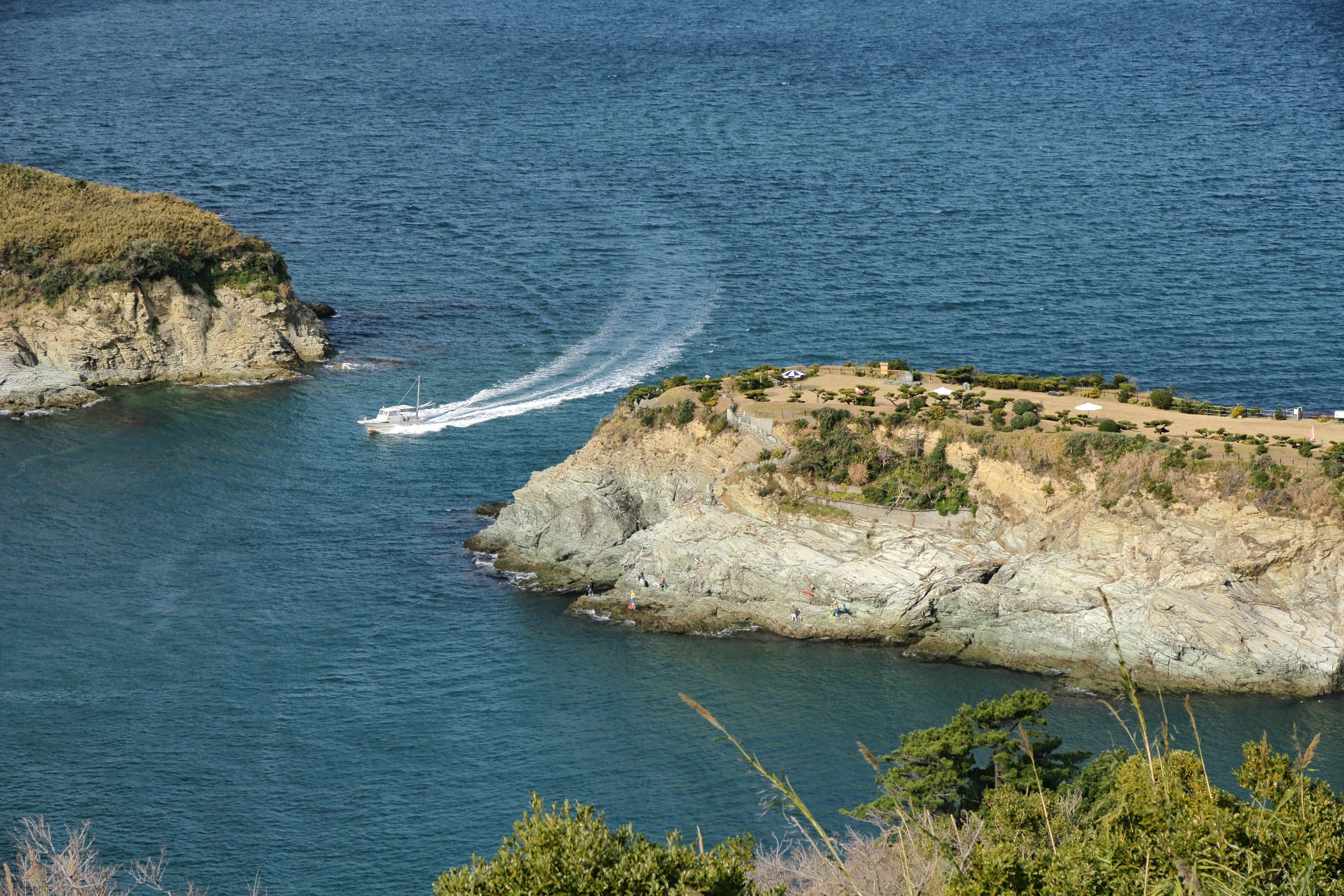
和歌浦（和歌山県）

湖海に沿った屈曲がない砂泥や小石からなる海岸平野を浜（）、同じような地形で岩塊が露出している磯（）に対し、陸地が湾曲して湖や海が陸地の中に入り込んでいる地形を指す。

## 歴史
浦や浜は、前近代において湖岸・海岸の集落（漁村・港町）を指す用語としても用いられていた。
国内文献での「浦」の初出は、『日本書紀』巻第三「神日本磐余彦」の「昔伊弉諾尊目此國曰。日本者浦安國（昔、イザナギのミコト、此の国を目にして曰く「ヤマトは浦安の国」）」である。
日本の律令制では浦や浜は山川藪沢と同様に「公私共利」の原則の下に置かれて排他的利用が禁じられていたが、現実には王権に贄を貢献する贄人や海部は例外とされ、そこを突破口に8世紀以降権門寺社による浦・浜の私的占有と住民支配が徐々に進行することになり、平安時代には漁業や塩業、水上交通およびそれを取り巻くわずかな田畠からなる荘園に編制され、「浦」「浜」が保・名とともに荘園内の内部単位あるいは独立した行政単位として成立する。また、浦や浜の有力住民も王家の供御人や有力神社の神人身分を得て地域住民を統制することになる。
中世後期（南北朝時代以降）になると守護などによる村落を媒介とした支配（地下請）が広まり、内部では塩業・漁業・水運などの分化が進んだ。その結果、各地の浦や浜に漁村や港町などが形成され、中には若狭国小浜や和泉国堺のように都市化するものもあった。戦国時代になると、戦国大名によって水軍や海上輸送に動員され、魚類などの水産物の供給や貿易船などにもに動員される場合もあった。特に豊臣政権が朝鮮出兵を行う過程で日本全国に導入した水主役（）の導入は江戸時代に浦方・浜方と村方・地方を区別する重要な指標となり、前者にのみ磯付漁業権が認められ、後者は漁場から排除されることになる。だが、前者も鎖国などの影響によって漁業の沖合への進出や大規模化を制約されることになった。だが、こうした体制も江戸時代中期に入ると、海産物の商品加工や肥料加工などによる商品経済との密接化や村方・地方の漁業への進出、網元の成立など浦方・浜方の内部構造の変化によって動揺をきたし、明治維新後は浦や浜、磯なども内陸部と同様に町村制に再編されていくことになる。
国立歴史民俗博物館の『旧高旧領取調帳データベース』の記載によると、漁村としての浦（浜や磯を含む）は陸前国・上総国・安房国・越後国・佐渡国・能登国・越前国・若狭国・近江国・伊勢国・紀伊国・淡路国・阿波国・讃岐国・伊予国・土佐国・出雲国・豊後国・肥前国・肥後国・対馬国などにとりわけ多く確認できる。